# Masakr u Sabri i Šatili
Masakr u Sabri i Šatili (arapski مذبحة صبرا وشاتيلا, Madhbaha Sabra wa-Schatila) je bio ratni zločin kojeg su počinili proizraelski falangisti, militantni libanonski kršćani,  nad palestinskim stanovništvom u izbjegličkim logorima Sabra i Šatila u južnom Bejrutu između 16. i 18. rujna 1982. Incident se dogodio u sklopu Libanonskog rata 1982. a kontroverzna ostaje razina uključenosti izraelske vojske u cijeloj akciji. Broj ubijenih je također sporan, no procjene sežu od najmanje 328 do najviše 3500. Prema izjavama, meta Falangista su većinom bili civili, a oružanog otpora gotovo da i nije bilo.   

## Uvod
Libanon je od svoje nezavisnosti imao unutarnje napetosti: muslimanima, koji su činili 3/5 stanovništva, je više odgovarao arapski utjecaj (Egipat, Sirija, Iran) dok je pak kršćanima, koji su činili 2/5 stanovništva, više odgovarao utjecaj Zapada (SAD, Europa).   
Kada je 1970. Jordan protjerao PLO, isti se smjestio u Libanon i uzrokovao još veću nestabilnost između kršćana i muslimana nego prije. 1975. to je preraslo u otvoreni građanski rat između PLO-a i Falangista. Bombaški napadi i nasilje protiv civila postali su svakodnevica. Nakon što su kršćani izvršili Masakr u Karantini, muslimani su kao odgovor izvršili Masakr u Damuru. Kaos se samo povećao kada je, kao odgovor na stalne napade PLO-a na Izrael, IDF pokrenuo invaziju na Libanon 1982., gdje se taj ogranak smjestio. Nakon opsade Bejruta, porastao je međunarodni pritisak te je postignut dogovor o tome da će PLO napustiti Libanon pod međunarodnim nadzorom, dok se Izrael obvezao da neće više napredovati u Bejrut. 
1. rujna, progon PLO boraca iz Bejruta je završen. Dva dana kasnije, IDF je razmjestio vojnike oko izbjegličkih logora Sabra i Šatila. Bašir Gemayel, novoizabrani kršćanski predsjednik Libanona, zagovarao je potpisivanja mirovnog sporazuma s Izraelom. Međutim, poginuo je u atentatu 14. rujna.
Nekoliko sati nakon atentata, izraelski ministar obrane Ariel Sharon odlučio je okupirati zapadni Bejrut zbog sumnje da su atentat skrivili palestinski ekstremisti koji se nisu povukli u skladu s dogovorom. O tome je informirao jedino ministra vanjskih poslova, Yitzhaka Shamira, a ne i izraelski kabinet. Izbjeglički logori Sabra i Šatila, koji su bili prepuni palestinskih izbjeglica, su bili pod sumnjom da skrivaju nekoliko preostalih PLO ekstremista.

## Masakr
IDF je opkolio logor, ali je odlučio ne poslati svoje vojnike unutra. Umjesto toga, poslani su Falangisti. 16. rujna, oko 150 Falangista koje je predvodio Elie Hobeika upalo je u logor kako bi navodno razoružali potencijalne palestinske borce, iako nije bilo sigurno ima li ih uopće. Falangisti su u naredna dva dana pročešljali logor i ubili većinom civile, uključujući žene, djecu i starce. Prema palestinskim, ali i izjavama Falangista, mnoge su žrtve osakaćene, silovane ili mučene. Sve to dogodilo se u vidokrugu izraelske osmatračnice u zgradama u okruženju. Po noći, izraelski vojnici imali su upaljene lampe kako bi Falangistima omogućili rasvjetu, a također su dopremili i buldožere, municiju i namirnice za Falangiste. 

## Broj žrtava
Iako je broj poginulih upitan, procjenjuje se da su barem 1/4 žrtava bili Libanonci, a ostali Palestinci. Slijede neke procjene o broju žrtava:
- Crveni križ je objavio da su njegovi predstavnici izbrojali 328 tijela. Međutim, povjerenstvo Kahan je naznačila da "taj broj ne uključuje sve žrtve..."[10]
- Komisija Kahan objavila je da je "broj žrtava pronađenih između 18. i 30. rujna te godine 460". Prema tom izvještaju, bilo je 35 žena i djece među leševima.[10]
- Izraelske službe navode broj od između 700 i 800 žrtava. Prema komisiji Kahan, „to je vjerojatno najtočniji broj“
- Prema BBC-u, poginulo je "barem 800" Palestinaca.[11]
- Bayan Nuwayhed al-Hout navodi broj od najmanje 1300 žrtava te sugerira da je stvarni broj možda i veći.
- Robert Fisk, jedan od prvih novinara koji je posjetio mjesto incidenta, navodi u članku za časopis The Independent da je ubijeno "1700 civila"[12]
- U svojoj knjizi, izraelski novinar Amnon Kapeliouk procijenio je broj od 2000 leševa koje je odnio Crveni križ, te „ugrubo“ između 1000 i 1500 ostalih leševa koje su uklonili Falangisti, dakle sveukupno između 3000 i 3500 žrtava.[13]

## Posljedice
Međunarodna je zajednica osudila pokolj. Opća skupština Ujedinjenih naroda 16. prosinca 1982. okarakterizirala je taj zločin kao genocid:
“Opća skupština, (…) zgrožena masakrom Palestinaca masovnih razmjera u izbjegličkim logorima Sabra i Šatila u Bejrutu…predstavlja univerzalnu osudu tog masakra, (…)
1. Osuđuje na najjači mogući način masakr širokih razmjera u izbjegličkim logorima Sabra i Šatila;
2. Zaključuje da je taj masakr bio čin genocida.
Akademičar William Schabas je pak izjavio: “Pojam genocid je očito namjerno izabran u ovom slučaju kako bi se osramotio Izrael, a ne da bi se uzeo u obzir pravi pravni termin.”. Kanadski predstavnik na zasjedanju Skupštine također je izjavio: “Prema našem mišljenju, pojam genocid se ne može odnositi na ovaj slučaj”. ".
Širenjem vijesti o događajima u Sabri i Šatili, 25. rujna oko 300 000 Izraelaca prosvjedovalo je u Tel Avivu i zahtijevalo odgovore, odgovornost i istragu o tom činu. Izrael je stoga osnovao Kahan komisiju koja je istražila taj slučaj. 
Ariel Sharon je optužen da je bio ili mentor ili snosio bar dio suodgovornosti za taj zločin Falangista, te je smijenjen s te funkcije 1983., ali je ipak ostao u kabinetu kao „ministar bez ovlasti“. Usprkos negativnoj reputaciji, Sharon je 2000. ipak izabran za premijera Izraela. Belgija je 2002. pokrenula istražni postupak protiv njega zbog uloge u masakru, ali je sud naposljetku odbacio slučaj jer nije bio u belgijskoj nadležnosti.
Niti izraelska niti arapska strana nisu poduzele konkretne mjere kako bi se kaznio glavni počinitelj nedjela, Elieja Hobeika. On je bio godinama politički aktivan u sirijski kontroliranoj libanonskoj vladi sve do 2002. kad je poginuo od eksplozije auto bombe.

## U popularnoj kulturi
- Ari Folman snimio je 2008. animirani film "Valcer s Bashirom" u kojem masakr zauzima važan podzaplet.[19]

## Vanjske poveznice
- Sabra i Šatila[neaktivna poveznica] 4-minutni dokumentarac na google video
- 25 godina od masakra u Sabri i Šatili  Arhivirana inačica izvorne stranice od 16. svibnja 2010. (Wayback Machine)
- Članak o pokolju